# The Man Who Sold the World (lied)
The Man Who Sold the World is een lied van David Bowie. Het verscheen op zijn album met dezelfde titel uit 1971 (in het Verenigd Koninkrijk in 1970). De titel is een verwijzing naar een werk van Robert Heinlein (The man who sold the moon), maar heeft qua inhoud niets te maken met dat boek. De tekst van het lied heeft een onduidelijke betekenis. Bowie bracht het nummer niet als A-kant van een single uit, maar wel als B-kant van "Space Oddity" en "Life on Mars?".

## Musici
De band rondom Bowie tijdens zijn The Man Who Sold The World-album
- David Bowie: zang, gitaar
- Mick Ronson: gitaar
- Tony Visconti: basgitaar
- Mick Woodmansey: drums
- Ralph Mace: synthesizer

### NPO Radio 2 Top 2000
| Nummer met noteringen in de NPO Radio 2 Top 2000 | '16 | '17 | '18  | '19  | '20  | '21  | '22  | '23  | '24  |
| ------------------------------------------------ | --- | --- | ---- | ---- | ---- | ---- | ---- | ---- | ---- |
| The Man Who Sold the World                       | 616 | 965 | 1083 | 1125 | 1273 | 1363 | 1421 | 1435 | 1811 |

1. ↑  Een vetgedrukt getal geeft de hoogste notering aan.
2. ↑  2016 was het eerste jaar met een notering voor dit nummer.

## Versie Lulu
Zangeres Lulu nam het met hese stem op en bracht het uit op single. Bowie en zijn vaste gitarist destijds Mick Ronson traden op als producers en raadden Lulu aan vooral veel te roken (voor de hese stem). Lulu en Bowie ontmoetten elkaar tijdens een concert van die laatste en Bowie zei dat hij haar zangkunsten wel kon waarderen. Lulu dacht daar verder niet serieus over na, maar korte tijd later nam Bowie contact met haar op. Lulu begreep de tekst niet geheel, zou ze later toegeven. Het was daarmee een van de vier hitjes die Lulu in Nederland scoorde. Boom Bang-a-bang uit 1969 en Take your mama for a ride en Boy meets girl uit 1975 waren de andere. 

#### Hitnoteringen Lulu

##### Nederlandse Top 40
| Hitnotering: week 9 t/m 13 in 1974 | Hitnotering: week 9 t/m 13 in 1974 | Hitnotering: week 9 t/m 13 in 1974 | Hitnotering: week 9 t/m 13 in 1974 | Hitnotering: week 9 t/m 13 in 1974 | Hitnotering: week 9 t/m 13 in 1974 | Hitnotering: week 9 t/m 13 in 1974 |
| Week:                              | 1                                  | 2                                  | 3                                  | 4                                  | 5                                  |                                    |
| ---------------------------------- | ---------------------------------- | ---------------------------------- | ---------------------------------- | ---------------------------------- | ---------------------------------- | ---------------------------------- |
| Positie:                           | 26                                 | 17                                 | 13                                 | 16                                 | 31                                 | uit                                |

##### NederlandseDaverende 30
| Hitnotering: 23-2-1974 t/m 5-4-1974 | Hitnotering: 23-2-1974 t/m 5-4-1974 | Hitnotering: 23-2-1974 t/m 5-4-1974 | Hitnotering: 23-2-1974 t/m 5-4-1974 | Hitnotering: 23-2-1974 t/m 5-4-1974 | Hitnotering: 23-2-1974 t/m 5-4-1974 | Hitnotering: 23-2-1974 t/m 5-4-1974 | Hitnotering: 23-2-1974 t/m 5-4-1974 |
| Week:                               | 1                                   | 2                                   | 3                                   | 4                                   | 5                                   | 6                                   |                                     |
| ----------------------------------- | ----------------------------------- | ----------------------------------- | ----------------------------------- | ----------------------------------- | ----------------------------------- | ----------------------------------- | ----------------------------------- |
| Positie:                            | 27                                  | 22                                  | 14                                  | 10                                  | 13                                  | 29                                  | uit                                 |

##### BelgischeBRT Top 30
| Hitnotering: 23-3-1974 t/m 26-4-1974 | Hitnotering: 23-3-1974 t/m 26-4-1974 | Hitnotering: 23-3-1974 t/m 26-4-1974 | Hitnotering: 23-3-1974 t/m 26-4-1974 | Hitnotering: 23-3-1974 t/m 26-4-1974 | Hitnotering: 23-3-1974 t/m 26-4-1974 | Hitnotering: 23-3-1974 t/m 26-4-1974 |
| Week:                                | 1                                    |                                      |                                      | 2                                    | 3                                    |                                      |
| ------------------------------------ | ------------------------------------ | ------------------------------------ | ------------------------------------ | ------------------------------------ | ------------------------------------ | ------------------------------------ |
| Positie:                             | 21                                   | x                                    | x                                    | 26                                   | 22                                   | uit                                  |

##### Britse Single top 50
| Hitnotering: 26-1-1974 t/m 29-3-1974 | Hitnotering: 26-1-1974 t/m 29-3-1974 | Hitnotering: 26-1-1974 t/m 29-3-1974 | Hitnotering: 26-1-1974 t/m 29-3-1974 | Hitnotering: 26-1-1974 t/m 29-3-1974 | Hitnotering: 26-1-1974 t/m 29-3-1974 | Hitnotering: 26-1-1974 t/m 29-3-1974 | Hitnotering: 26-1-1974 t/m 29-3-1974 | Hitnotering: 26-1-1974 t/m 29-3-1974 | Hitnotering: 26-1-1974 t/m 29-3-1974 | Hitnotering: 26-1-1974 t/m 29-3-1974 |
| Week:                                | 1                                    | 2                                    | 3                                    | 4                                    | 5                                    | 6                                    | 7                                    | 8                                    | 9                                    |                                      |
| ------------------------------------ | ------------------------------------ | ------------------------------------ | ------------------------------------ | ------------------------------------ | ------------------------------------ | ------------------------------------ | ------------------------------------ | ------------------------------------ | ------------------------------------ | ------------------------------------ |
| Positie:                             | 27                                   | 13                                   | 5                                    | 3                                    | 5                                    | 9                                    | 17                                   | 33                                   | 49                                   | uit                                  |

##### NPO Radio 2 Top 2000
| Nummer met noteringen in de NPO Radio 2 Top 2000 | '00  | '01  | '02  | '03  |
| ------------------------------------------------ | ---- | ---- | ---- | ---- |
| The Man Who Sold the World                       | 1474 | 1706 | 1683 | 1628 |

1. ↑  Een vetgedrukt getal geeft de hoogste notering aan.
2. ↑  2000 was het eerste jaar met een notering voor dit nummer.
3. ↑  Deze tabel is bijgewerkt tot en met de laatste editie (2024).

## Versie Nirvana
Ook de band Nirvana nam het nummer op (1993). Door Nirvana werd de single uitgegeven ter promotie van het album MTV Unplugged in New York. De single haalde wel veel airplay maar werd in Nederland en België geen hit. In België stond het nummer 1 week op plaats 24 in de week van 4 maart 1995. In Polen en Zweden werd het een nummer 1-hit en ook in Slowakije, Frankrijk, Canada en de Verenigde Staten kwam het in de hitlijsten.

#### NPO Radio 2 Top 2000
| Nummer met noteringen in de NPO Radio 2 Top 2000 | '15 | '16 | '17 | '18 | '19 | '20 | '21 | '22 | '23 | '24 |
| ------------------------------------------------ | --- | --- | --- | --- | --- | --- | --- | --- | --- | --- |
| The Man Who Sold the World                       | 442 | 376 | 403 | 332 | 321 | 304 | 311 | 313 | 356 | 361 |

1. ↑  Een vetgedrukt getal geeft de hoogste notering aan.
2. ↑  2015 was het eerste jaar met een notering voor dit nummer.

## Overige versies
Verder is het nummer gespeeld of bewerkt door onder meer Richard Barone, Simple Minds en Midge Ure.
Een vrolijke maar niet minder betekenisvolle uitvoering is te zien in de film Hunky Dory  uit 2011. 
In januari 2022 verscheen de versie van skazangeres Rhoda Dakar.